# 方九敍
方九敘（1507年—？），字禹績，號十洲，浙江杭州府錢塘縣人，民籍，明朝政治人物。

## 生平
嘉靖十年（1531年）辛卯科浙江鄉試第二十五名舉人，二十三年（1544年）中式甲辰科會試第二百五名，二甲第六十五名進士。授兵部主事，守山海關，升郎中，出為承天府知府，以亢直忤權璫罷職。為人高朗，善論事，居家結社湖上。

## 著作
著有《方承天遺稿》。

## 家族
曾祖方仲仁；祖父方貴；父方人。前母柴氏、柴氏；母陳氏。具慶下。兄方九功，弟方九德。